# Gudō Toshoku
Gudō Toshoku (1577-1661) est un moine japonais zen de l'école Rinzai au début de l'époque d'Edo. C'est une figure majeure du courant Ōtōkan (en) du Myōshin-ji, où il dirige un mouvement de réforme pour revitaliser la pratique du rinzai. Il sert trois fois comme abbé du Myōshin-ji. Parmi ses disciples figure Shidō Bunan (1603-1676), de la lignée duquel est issu le grand réformateur Hakuin Ekaku (1685-1768). L'illustre prédicateur zen Bankei Yōtaku, tôt dans sa vie, veut rencontrer Gudō et recevoir une confirmation de l'illumination, mais manque de le voir à son temple Daisen-ji dans la province de Mino (actuelle préfecture de Gifu) parce que le maître est en visite à Edo (Tokyo).
Gudō reçoit le titre posthume de Daien hōkan kokushi. Il ne laisse aucun écrit.